# NGC 1415
NGC 1415 est une galaxie spirale intermédiaire située dans la constellation de l'Éridan. NGC 1415 a été découverte par l'astronome germano-britannique William Herschel en 1784. Cette galaxie a aussi été observée par l'astronome américain Lewis Swift le 8 octobre 1896 et elle a été ajoutée plus tard à l'Index Catalogue sous la désignation IC 1983.

## Caractéristiques
NGC 1415 présente une large raie HI et elle renferme des régions d'hydrogène ionisé.

### Distance
Sa vitesse par rapport au fond diffus cosmologique est de 21,7 ± 1,5 Mpc (∼70,8 millions d'al).
À ce jour, trois mesures non basées sur le décalage vers le rouge (redshift) donnent une distance de 21,167 ± 3,107 Mpc (∼69 millions d'al), ce qui est à l'intérieur des valeurs de la distance de Hubble.
Le professeur Seligman classe cette galaxie comme une spirale intermédiaire et une image provenant de l'étude Carnegie-Irvine publiée sur son site montre effectivement la présence de deux bras spiraux et le début d'une barre.

### Luminosité dans l'infrarouge
La luminosité de la galaxie NGC 1415 dans l'infrarouge lointain (de 40 à 400 µm)  est égale à 6,76 × 109 {\displaystyle L_{\odot }} (109,83{\displaystyle L_{\odot }}) et sa luminosité totale dans l'infrarouge (de 8 à 1 000 µm) est de 9,12 × 109 {\displaystyle L_{\odot }} (109,83{\displaystyle L_{\odot }}).

## Morphologie
NGC 1415 a été utilisée par Gérard de Vaucouleurs comme une galaxie de type morphologique (R)SAB(rs)a dans son atlas des galaxies,.

### Disque entourant le noyau
Grâce aux observations du télescope spatial Hubble, on a détecté un disque de formation d'étoiles autour du noyau de NGC 1415. La taille de son demi-grand axe est estimée à 940 pc (~3065 années-lumière).

## Groupe de NGC 1395 et l'amas de l'Éridan
NGC 1415 fait partie du groupe de NGC 1395. Ce groupe fait partie de l'amas de l'Éridan et il comprend au moins 31 galaxies, dont NGC 1315, NGC 1325, NGC 1331, NGC 1332, NGC 1347, NGC 1353, NGC 1371, NGC 1377, NGC 1395, NGC 1401, NGC 1414, NGC 1422, NGC 1426, NGC 1438, NGC 1439, IC 1952, IC 1953 et IC 1962.